# Episodi di The Jeff Foxworthy Show (prima stagione)
La prima stagione della serie televisiva The Jeff Foxworthy Show è stata trasmessa in anteprima negli Stati Uniti d'America dalla ABC tra il 12 settembre 1995 e il 15 maggio 1996 a esclusione dell'episodio 1x17 che è andato in onda il 12 settembre 1996.
| nº | Titolo originale                      | Titolo italiano | Prima TV USA      | Prima TV Italia |
| -- | ------------------------------------- | --------------- | ----------------- | --------------- |
| 1  | Jeff's Life 101                       |                 | 12 settembre 1995 |                 |
| 2  | A Non-Affair to Remember              |                 | 16 settembre 1995 |                 |
| 3  | The Gene Pool                         |                 | 23 settembre 1995 |                 |
| 4  | Elliot and Victoria's Secret          |                 | 30 settembre 1995 |                 |
| 5  | Womb with a View                      |                 | 14 ottobre 1995   |                 |
| 6  | With Two You Get Cow's Milk           |                 | 28 ottobre 1995   |                 |
| 7  | Jeff & Ray & Racal's Big Adventure    |                 | 4 novembre 1995   |                 |
| 8  | A Sore Winner                         |                 | 11 novembre 1995  |                 |
| 9  | He's Making a List, Checking It Twice |                 | 25 novembre 1995  |                 |
| 10 | Foxworthy Family Feud                 |                 | 16 dicembre 1995  |                 |
| 11 | Matt About You                        |                 | 23 dicembre 1995  |                 |
| 12 | Clan of the Bare Caves                |                 | 6 gennaio 1996    |                 |
| 13 | Before You Say 'No' Just Hear Me Out  |                 | 13 gennaio 1996   |                 |
| 14 | DeeDee Day                            |                 | 20 gennaio 1996   |                 |
| 15 | He Ain't Heavy, He's a Bully          |                 | 24 gennaio 1996   |                 |
| 16 | Moonstruck                            |                 | 3 febbraio 1996   |                 |
| 17 | Shootout at the Comedy Corral         |                 | 12 settembre 1996 |                 |
| 18 | One Wedding and a Baby                |                 | 15 maggio 1996    |                 |